# Apache Camel
Az Apache Camel szabályalapú útválasztó és mediációs motor, amely az Enterprise Integration Patterns egy POJO-alapú implementációját nyújtja. Ezzel az API-val vagy deklaratív Java szakterület-specifikus nyelven teszi lehetővé, hogy konfiguráljuk az útválasztó és mediációs szabályokat.
A szakterület-specifikus nyelv azt jelenti, hogy az Apache Camel támogatja a típusbiztos útválasztó szabályok készítését egy IDE-n keresztül a szabályos Java kód segítségével, nagy számú XML konfigurációs fájl nélkül. Habár az XML konfiguráció a Spring keretrendszeren belül szintén támogatott.
Az Apache Camel-t gyakran használják együtt az Apache ServiceMix-szel, Open ESB-vel, Apache ActiveMQ-val és Apache CXF-fel a szolgáltatásorientált architektúrában infrastruktúra projektekben.

## Eszközök hozzá
Grafikus, Eclipse alapú eszköz elérhető hozzá a Talendtől.

## Vállalati szintű támogatás
A Camel-hez vállalati szintű támogatás elérhető a következő független szállítóktól:
- FuseSource Corp. - a FuseSource cég az Apache Camel Fuse Mediation Router nevű vállalati verzióját nyújtja. Tanúsítványokat, tesztelést, támogatást biztosít hozzá.

- A Talend cég az Apache Camel Talend Integration Factory nevű vállalati verzióját nyújtja, ami tesztelt, tanúsítvánnyal ellátott és támogatott.[1]

## Fordítás
Ez a szócikk részben vagy egészben az Apache Camel című angol Wikipédia-szócikk ezen változatának fordításán alapul.  Az eredeti cikk szerkesztőit annak laptörténete sorolja fel. Ez a jelzés csupán a megfogalmazás eredetét és a szerzői jogokat jelzi, nem szolgál a cikkben szereplő információk forrásmegjelöléseként.